# Här under polstjärnan (film)
Här under polstjärnan (finska: Täällä Pohjantähden alla) är en finländsk historisk dramafilm från 1968. Filmen är baserat på de två första delar av Väinö Linnas romantrilogi med samma namn. Filmens regissör är Edvin Laine och den hade premiär i Sverige 26 september 1969.
Här under polstjärnan var årets mest sedda film 1968 och är fortfarande, med 1 020 000 tittare, Finlands fjärde mest sedda inhemska film genom tiderna. År 1970 fick filmen en fortsättning med Akseli och Elina som bygger på trilogins sista del. En ny film, Polstjärnan, som sammanfattar båda filmerna gjordes år 1973.
År 1969 fick Här under Polstjärnan tre Jussistatyetter för den bästa regissör (Edvin Laine), bästa manliga huvudroll (Kalevi Kahra) och bästa uppsättningen (Ensio Suominen). Förutom det fick Väinö Linna även en särskild Jussistatyett.
Heikki Aaltoila komponerade musikstycket "Akselis och Elinas bröllopsvals" som senare har blivit en populär bröllopsvals i Finland.
Flera i Här under Polstjärnans skådespelarensemble medverkade även i Laines Okänd soldat från år 1955.

## Roller
| Namn               | Roll                        | Namn               | Roll                          |
| ------------------ | --------------------------- | ------------------ | ----------------------------- |
| Aarno Sulkanen     | Akseli Koskela              | Leevi Linko        | Artturi Yllö, häradsdomare    |
| Titta Karakorpi    | Elina Koskela               | Aarne Laine        | Kalle Töyry                   |
| Risto Taulo        | Jussi Koskela               | Eila Rinne         | Aliina Laurila                |
| Anja Pohjola       | Alma Koskela                | Juhani Kumpulainen | Antero Mellola, sågverksägare |
| Rose-Marie Precht  | Ellen Salpakari, prästfrun  | Asta Backman       | Emma Halme                    |
| Kalevi Kahra       | Aadolf Halme, skräddare     | Kaarlo Halttunen   | Preeti Leppänen               |
| Matti Ranin        | Lauri Salpakari, kyrkoherde | Heikki Kinnunen    | Valenti Leppänen              |
| Mirjam Novero      | Anna Kivivuori              | Helge Herala       | Vihtori Kivioja               |
| Kauko Helovirta    | Otto Kivivuori              | Eero Keskitalo     | Aleksis Koskela               |
| Maija-Leena Soinne | Aune Leppänen               | Olavi Ahonen       | Lauri Kivioja                 |
| Paavo Pentikäinen  | August Koskela              | Dagi Angervo       | massören-Priita, barnmorska   |
| Tuula Nyman        | Elma Laurila                | Mirjam Salminen    | flyktingmor                   |
| Pekka Autiovuori   | Oskari Kivivuori            | Runar Schauman     | Magnus, baron                 |
| Kaisu Leppänen     | värdinnan i Töyry           | Mikko Niskanen     | krigsdomare                   |
| Matti Järvinen     | Ilmari Salpakari            | Kari Franck        | Elias Kankaanpää              |
| Esa Saario         | Janne Kivivuori             | Tapio Hämäläinen   | Hellberg                      |
| Elsa Turakainen    | Henna Leppänen              | Mauri Jaakkola     | Kalle Islander                |
| Martti Kuisma      | Uuno Laurila                | Taneli Rinne       | Arvo Töyry                    |
| Veikko Sinisalo    | Anttoo Laurila              | Esko Mattila       | Kalle Ylöstalo                |
| Gerda Ryselin      | baronessa                   | Ossi Räikkä        | Eetu Salin                    |